# Skästra
Skästra är en småort i Järvsö socken i Ljusdals kommun, Gävleborgs län belägen någon kilometer norr om Järvsö vid riksväg 83, Norra stambanan och Ljusnan.